# Kronprinsparrets Priser
Kronprinsparrets Priser (bis 2008 Kronprinsparrets Kulturpris) ist ein dänischer Kulturpreis, der seit 2005 vom Thronfolgerpaar des dänischen Königshauses, Frederik von Dänemark und Mary Donaldson, verliehen wird. Der Preis wurde als Geschenk zur Hochzeit des Kronprinzenpaares am 14. Mai 2004 von der Stiftung Bikubenfonden ins Leben gerufen. Mit ihm werden wegweisende, soziale Projekte prämiert (Kronprinsparrets Sociale Pris, 500.000 DKK) und herausragende, junge, dänische Künstler geehrt (Kronprinsparrets Kulturpris, ebenfalls 500.000 DKK). Zudem werden seit 2009 mit jeweils 50.000 DKK im jeweiligen Jahr zwei weitere soziale Projekte bzw. Künstler prämiert (Stjernedryspriser).

## Preisträger
| Nr. | Jahr | Preisträger | Beschreibung | Prämie      | Ort der Verleihung                               |
| --- | ---- | --- | --- | ----------- | ------------------------------------------------ |
| 1.  | 2005 | Per Fly | dänischer Filmregisseur | 500.000 DKK | Königliche Oper                                  |
| 1.  | 2005 | Red Barnet | dänische Sektion von Save the Children | 250.000 DKK | Königliche Oper                                  |
| 2.  | 2006 | Olafur Eliasson | dänischer Künstler isländischer Abstammung | 500.000 DKK | Königliche Oper                                  |
| 2.  | 2006 | Julemærkefonden | Wohltätigkeitsorganisation | 250.000 DKK | Königliche Oper                                  |
| 3.  | 2007 | Sonja Richter | dänische Theater- und Filmschauspielerin | 500.000 DKK | Königliche Oper                                  |
| 3.  | 2007 | Ventilen Danmark | Freiwilligenorganisation zum Aufbau eines sozialen Netzwerkes für junge Menschen | 250.000 DKK | Königliche Oper                                  |
| 4.  | 2008 | Tina Dickow | dänische Popsängerin und Songwriterin | 500.000 DKK | Königliche Oper                                  |
| 4.  | 2008 | Morgencaféen | Wohltätigkeitsorganisation für Obdachlose | 250.000 DKK | Königliche Oper                                  |
| 5.  | 2009 | Andreas Brantelid | dänischer Cellist | 500.000 DKK | Konzerthaus Kopenhagen im Gebäudekomplex DR Byen |
| 6.  | 2010 | Landsforeningen af Væresteder | Ein Landesverband, der Rückzugsräume für Psychisch Kranke, (ehemalige) Drogenabhängige und einsame Menschen bereitstellt                                                                                        | 500.000 DKK | Den Sorte Diamant                                |
| 7.  | 2011 | Bjarke Ingels | dänischer Architekt | 500.000 DKK | Musikhuset Aarhus                                |
| 8.  | 2012 | Jakob Martin Strid | „Kronprinsparrets Kulturpris“ für einen dänischen Zeichner, Autor und Illustrator | 500.000 DKK | Alsion in Sønderborg                             |
| 8.  | 2012 | Ungdommens Røde Kors | „Kronprinsparrets Sociale Pris“ für den Jugendverband des dänischen Roten Kreuzes | 500.000 DKK | Alsion in Sønderborg                             |
| 9.  | 2013 | Lasse Frank Søren Gam Sofie Gråbøl Sidse Babett Knudsen Søren Kragh-Jacobsen Eric Kress Birger Larsen Adam Price Niels Sejer Søren Sveistrup | „Kronprinsparrets Kulturpris“ für Filmschaffende von frühen Staffeln der Serien Kommissarin Lund – Das Verbrechen (seit 2007, dän. Forbrydelsen) und Borgen – Gefährliche Seilschaften (seit 2010, dän. Borgen) | 500.000 DKK | Sydney Opera House                               |
| 9.  | 2013 | Natteravnene | „Kronprinsparrets Sociale Pris“ für eine Freiwilligenorganisation, die sich für junge Menschen einsetzt | 500.000 DKK | Sydney Opera House                               |
| 10. | 2014 | Cecilie Manz | „Kronprinsparrets Kulturpris“ an eine Designerin | 500.000 DKK | Musikkens Hus in Aalborg                         |
| 10. | 2014 | TUBA | „Kronprinsparrets Sociale Pris“ an eine Therapie- und Beratungseinrichtung für junge Leute, die Kinder von alkoholabhängigen Eltern sind (Terapi og rådgivning for Unge som er Børn af Alkoholmisbrugere)       | 500.000 DKK | Musikkens Hus in Aalborg                         |
| 11. | 2015 | Elisa Kragerup | „Kronprinsparrets Kulturpris“ an einen Theaterregisseur des Kunstkollektives Sort Samvittighed | 500.000 DKK | Kulturværftet in Helsingør                       |
| 11. | 2015 | Mind Your Own Business | „Kronprinsparrets Sociale Pris“ an eine Organisation, die sich für junge männliche Migranten einsetzt | 500.000 DKK | Kulturværftet in Helsingør                       |
| 12. | 2016 | Tobias Lindholm | „Kronprinsparrets Kulturpris“ an einen Filmregisseur und Drehbuchautor | 500.000 DKK | Musikteatret Holstebro                           |
| 12. | 2016 | Børn, Unge & Sorg | „Kronprinsparrets Sociale Pris“ für Beratung und psychologische Behandlung von Kindern und Jugendlichen im Trauerfall                                                                                           | 500.000 DKK | Musikteatret Holstebro                           |